# Intensive Care
Intensive Care es el sexto álbum de estudio, del cantante inglés Robbie Williams, lanzado el 24 de octubre de 2005 en  Reino Unido.
Aunque no se esperaba su lanzamiento en Norteamérica, el álbum estuvo disponible en iTunes principalmente debido a la participación de Williams en el Live 8. Es el disco mejor vendido del artista con casi 8 millones de copias vendidas en el mercado discográfico.

## Descripción del álbum
Tras su gira por América Latina a finales de 2004 para promocionar su álbum Greatest Hits , Williams empezó a trabajar en el que sería su sexto álbum de estudio. Grabado en el dormitorio de Robbie Williams en Hollywood Hills, el álbum fue coescrito con Stephen Duffy durante 24 meses.

## Sencillos
Los sencillos más exitosos fueron Tripping y Advertising Space (Haciendo homenaje a Elvis Presley).

## Listado de canciones
1. "Ghosts" (R. Williams/S. Duffy) – 3:42
2. "Tripping" (R. Williams/S. Duffy) – 4:36
3. "Make Me Pure" (R. Williams/S. Duffy/C. Heath) – 4:33
4. "Spread Your Wings" (R. Williams/J. Duarte/S. Duffy) – 3:50
5. "Advertising Space" (R. Williams/S. Duffy) – 4:37
6. "Please Don't Die" (R. Williams/S. Duffy) – 4:48
7. "Your Gay Friend" (R. Williams/S. Duffy) – 3:21
8. "Sin Sin Sin" (R. Williams/S. Duffy/C. Heath) – 4:09
9. "Random Acts of Kindness" (R. Williams/S. Duffy) – 4:15
10. "The Trouble with Me" (R. Williams/S. Duffy) – 4:20
11. "A Place to Crash" (R. Williams/S. Duffy) – 4:34
12. "King of Bloke and Bird" (R. Williams/S. Duffy/C. Heath) – 6:13